# Edward Battell
Edward Battell – brytyjski kolarz, uczestnik I nowożytnych Igrzysk Olimpijskich w Atenach.
Battell wystartował na dwóch dystansach podczas wyścigów torowych oraz w wyścigu drogowym. W wyścigu na 333 1/3 m był czwarty, a wyścigu na 100 km nie ukończył. Brązowy medal zdobył w wyścigu drogowym.